# Valjala-Nurme
Valjala-Nurme is een plaats in de Estlandse gemeente Saaremaa, provincie Saaremaa. De plaats heeft de status van dorp (Estisch: küla) en telt 14 inwoners (2021).
De plaats viel tot in oktober 2017 onder de gemeente Valjala en heette toen Nurme. In die maand werden de twaalf gemeenten op het eiland Saaremaa, waaronder Valjala, samengevoegd tot de gemeente Saaremaa. Daarbij kreeg Nurme de nieuwe naam Valjala-Nurme, omdat in de voormalige gemeente Leisi ook een dorp Nurme lag, dat zijn naam wel mocht houden.